# 微生物细胞
微生物细胞（英語：Microbial Cell）是一本同行评审的开放获取科学期刊，由Shared Science Publishers自2014年上线发行。
Microbial Cell所刊载的文章包括原创性研究、综述文章以及评论文章。该期刊每年出版十二期，内容覆盖微生物学、细胞生物学和利用单细胞生物为模式生物来研究人类疾病。
Microbial Cell由三位主编创立而运营：Frank Madeo（奥地利格拉茨大学）、Didac Carmona-Gutierrez（奥地利]格拉茨大学）和Guido Kroemer（法国巴黎）。
PubMed Central、DOAJ和Web of Science的目标都包括该期刊。截至2021年，Scopus的统计显示，《微生物细胞》的CiteScore为5.4（2019年）和5.1（2020年）。